# Nanneke Quik-Schuijt
Anna Catharina (Nanneke) Quik-Schuijt (Wageningen, 2 november 1942) is een voormalig Nederlands politica namens de SP en een voormalig kinderrechter en vicepresident bij de rechtbank Utrecht. Zij treedt veelvuldig in de media op, op persoonlijke titel dan wel als spreekbuis van de werkgroep Kinderrechters van de Nederlandse Vereniging voor Rechtspraak.
Zij maakt zich herhaaldelijk druk om de kwaliteit van de jeugdzorg en het belang van de rechten van het kind. Zij maakt zich ook zorgen over het geringe aantal mannelijke kinderrechters.
Zij huldigde het standpunt dat jonge kinderen voor 100% afhankelijk zijn van moeders en dat gerechtelijke maatregelen om omgangsregelingen af te dwingen meestal niet in het belang van het kind zijn. In april 2007 zei ze in het dagblad De Pers dat het kind hoort bij diegene van de ouders die het kind opvoedt.
Zij ageerde als kinderrechter tegen de invoering van het omgangsrecht in 1990. Deze opvattingen van Quik-Schuijt zijn sinds eind jaren tachtig onderwerp van discussie in de publieke media en de vakpers.
Quik-Schuijt nam herhaaldelijk deel aan schaduwkabinetten van de SP. De SP is voorstander van gelijkwaardig ouderschap (verkiezingsprogramma 2006). Zij was van 2007 tot 2015 lid van de Eerste Kamer der Staten-Generaal voor de SP. Binnen de rechterlijke macht vond na haar aantreden een discussie plaats over nevenfuncties als deze.
Een commissie van rechters, onder wie leden van de Nederlandse Vereniging van Rechtspraak en rechtbankpresidenten, heeft in een leidraad vertegenwoordigende politieke functies onverenigbaar verklaard met de functie van rechter, teneinde de schijn van belangenverstrengeling te vermijden. Nadat deze kwestie in de pers aan de orde was gesteld, deelde Quik-Schuijt mee dat ze zo snel mogelijk na het zitting nemen in de senaat haar functie als rechter zou neerleggen. Ze zetelde ook in het Benelux-parlement.
Van 2017 tot 2019 was Quik-Schuijt lid van de Staatscommissie parlementair stelsel. De Staatscommissie presenteerde op 13 december 2018 het eindrapport 'Lage drempels, hoge dijken. Democratie en rechtsstaat in balans'.

## Familie
Quik-Schuijt is een dochter van oud-KVP-politicus en journalist Wim Schuijt (1909-2009).

## Publicaties
- Vernieuwen & investeren. Innovatief jeugdbeleid en jeugdonderzoek, 1999 Van Gorcum. (medeauteur)
- De rechter als omgangsregelaar: onmachtig of ongeschikt? In “Het recht of het belang van het kind”, Van Gorcum, 1989, ISBN 9023225082
- Het Arnhemse Hof en de rechtspositie van pleegouders, 1999 In: Tijdschrift voor Familie- en Jeugdrecht, FJR ; jaargang 21 : nr 4, p. 75-77
- Children’s Advocates. Schuijt, N., 2001. In I. Sagel-Grande (Ed.), In the best interest of the child. Conflict resolution for and by children and juveniles. Amsterdam: Rozenberg Publishers.

- Parlement.com: vhjogfpxaez9